# 香川県道157号高松東港線
香川県道157号高松東港線（かがわけんどう157ごう たかまつひがしこうせん）は、香川県高松市を通る一般県道である。

## 概要
ジャンボフェリーのりば入り口が起点である。かつては神戸への航路で賑わっていたが、明石海峡大橋の開通で撤退が相次ぎ、4社あった船会社も現在は1社のみとなっている。
高松海岸線から、西進する大型トラック、タンクローリーが多数、右折北進する。

### 路線データ
- 起点：香川県高松市朝日町（ジャンボフェリー高松のりば前）
- 終点：香川県高松市福岡町（琴電松島踏切交差点、国道11号交点）
- 総延長：2.183 km

## 路線状況

### 名称・愛称
- 瀬戸大橋通り：下水処理場北交差点 - 福岡町2丁目交差点[注釈 1]
- 長尾街道 福岡町2丁目交差点[注釈 1] - 琴電松島踏切交差点

## 地理
琴電松島踏切交差点は通年7時から21時まで、県道157号からの右折（国道11号松山方面へ）が禁止されている。松山方面へ行くにはこの交差点を直進しなければならない（この先の多賀橋南交差点で右折して香川県道155号牟礼中新線に入るか、あるいはさらに直進し、レインボーロードを通って伏石町交差点で右折し、国道11号高松東バイパスに入る。）。

### 通過する自治体
- 高松市

### 交差する道路
| 交差する道路              | 交差する場所 | 交差する場所              |
| ------------------------- | ------------ | ------------------------- |
| 国道11号 / 高松北バイパス | 福岡町       | 琴電松島踏切交差点 / 終点 |

### 交差する鉄道
- 高松琴平電気鉄道志度線

### 沿線
- ジャンボフェリー高松のりば
- 国土交通省四国地方整備局香川河川国道事務所